# Алькасар, Хосе
Хосе Алькасар (исп. José Alcázar Tejedor; 1850, Мадрид — 1907, Мадрид) — испанский художник.

## Биография
Родился в 1850 году в Мадриде. Учился сначала там же, в Королевской академии изящных искусств Сан-Фернандо у Федерико де Мадрасо, а затем — в Париже у испанского художника Висенте Пальмароли. По возвращении в Испанию, неоднократно участвовал в ежегодных Национальных выставках изящных искусств, на которых его картины получили несколько наград. 
Скончался художник в 1907 году в Мадриде. 

## Галерея

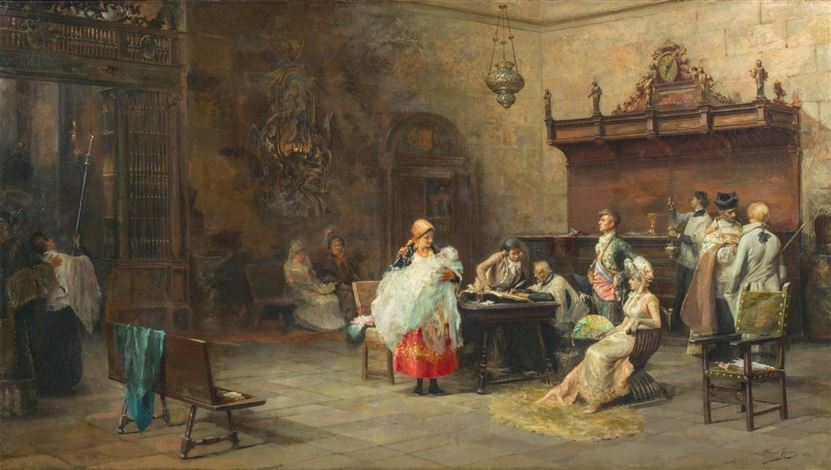
Подготовка к Крещению младенца в притворе собора.
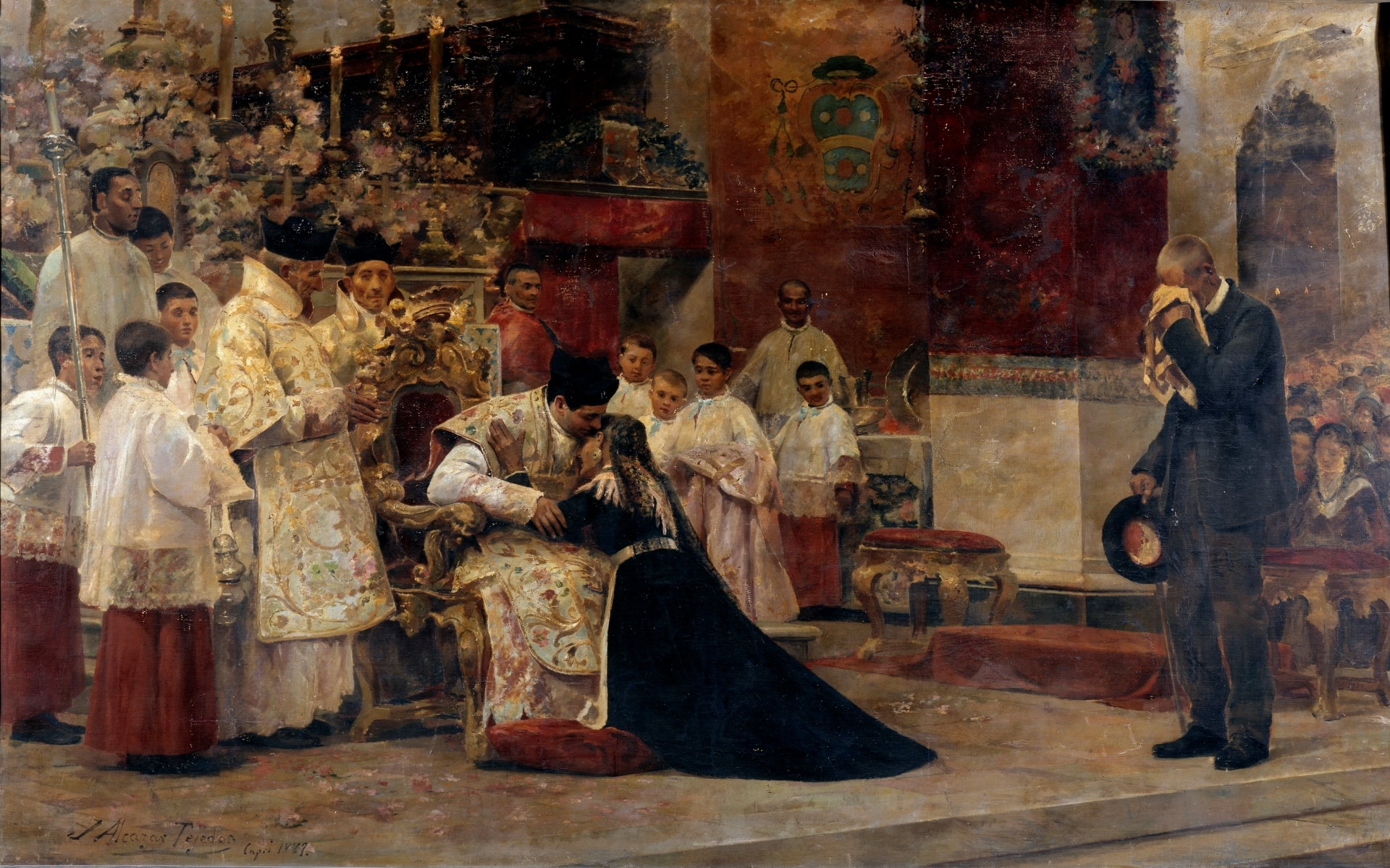
Родители епископа на его первой мессе.
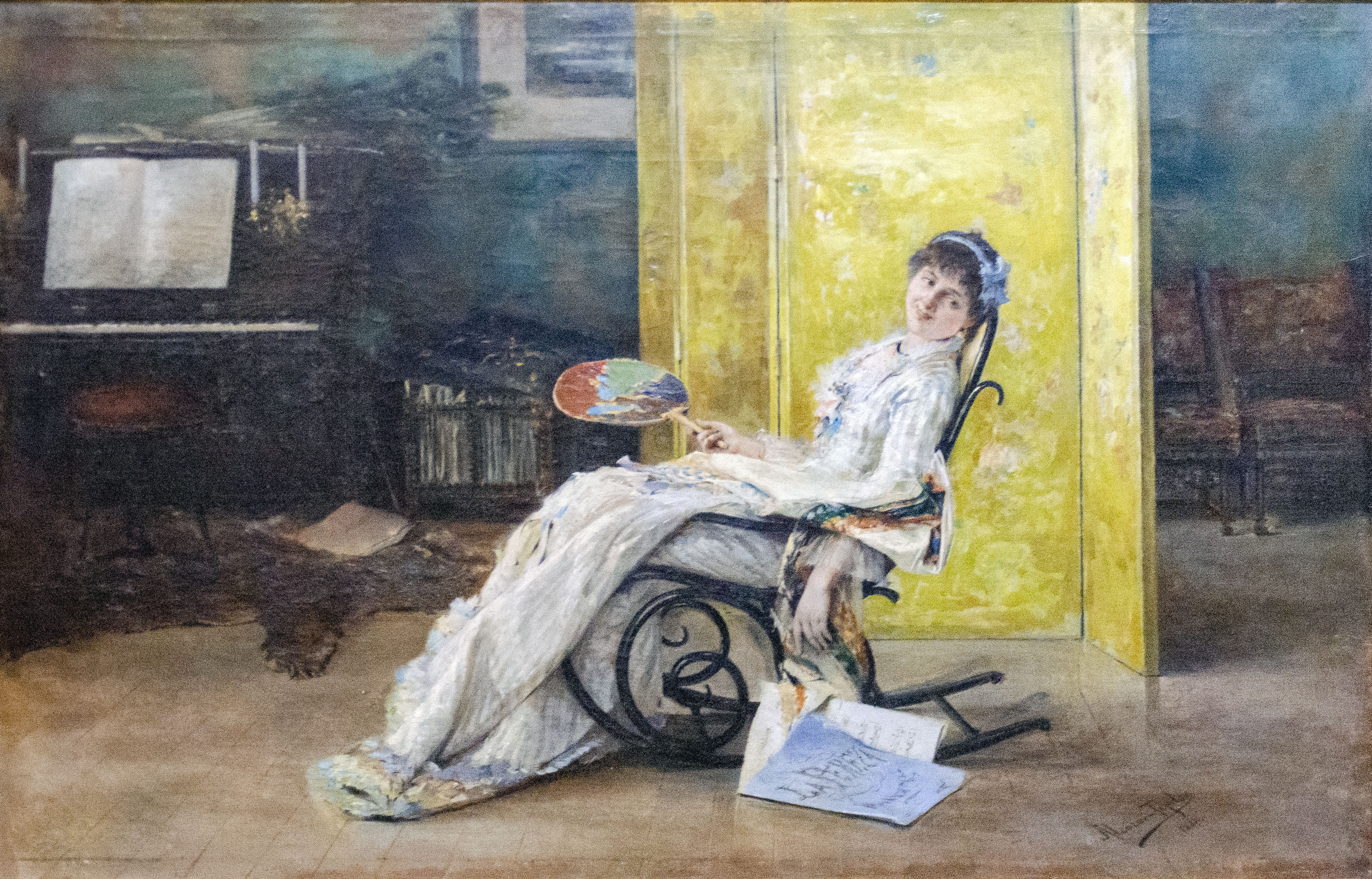
Лень.
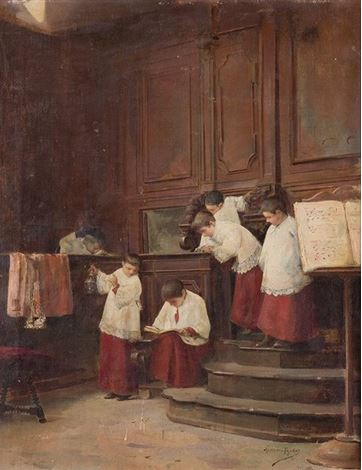
Алтарники.
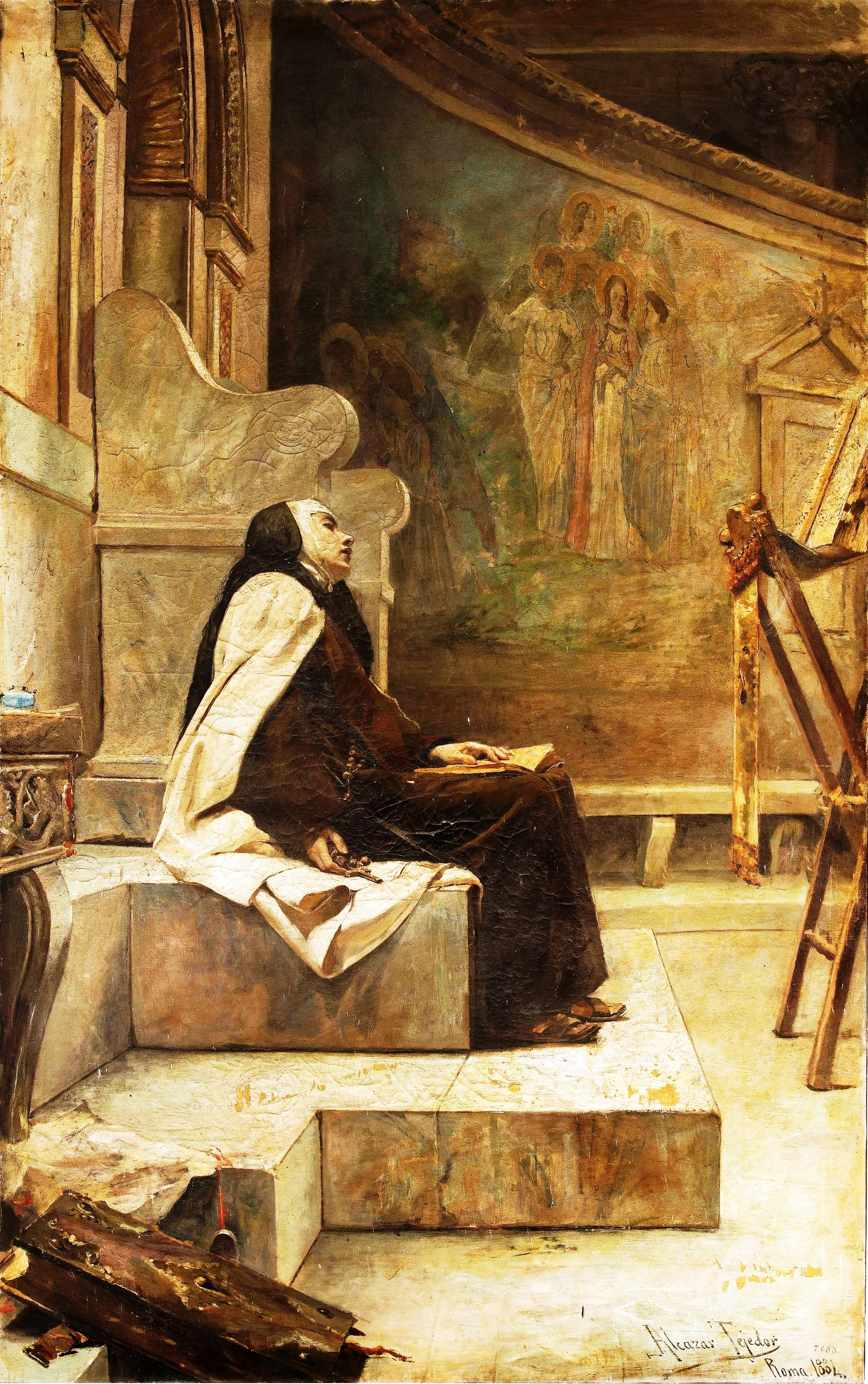
Испанская святая Тереза Авильская.
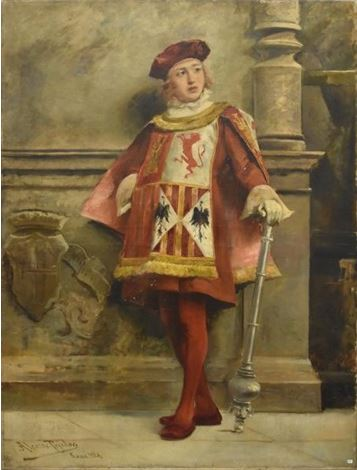
Паж или герольд.
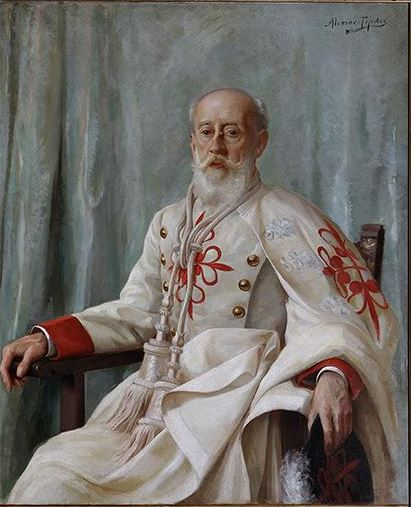
Портрет аристократа в орденском одеянии.